# 林格
林格（德語：Ringe，發音：[ˈʁɪŋə] ⓘ）是德国下萨克森州本特海姆伯国县的市镇，面积35.36平方千米，2023年12月31日人口为1,981人。